# 美國猶太大學

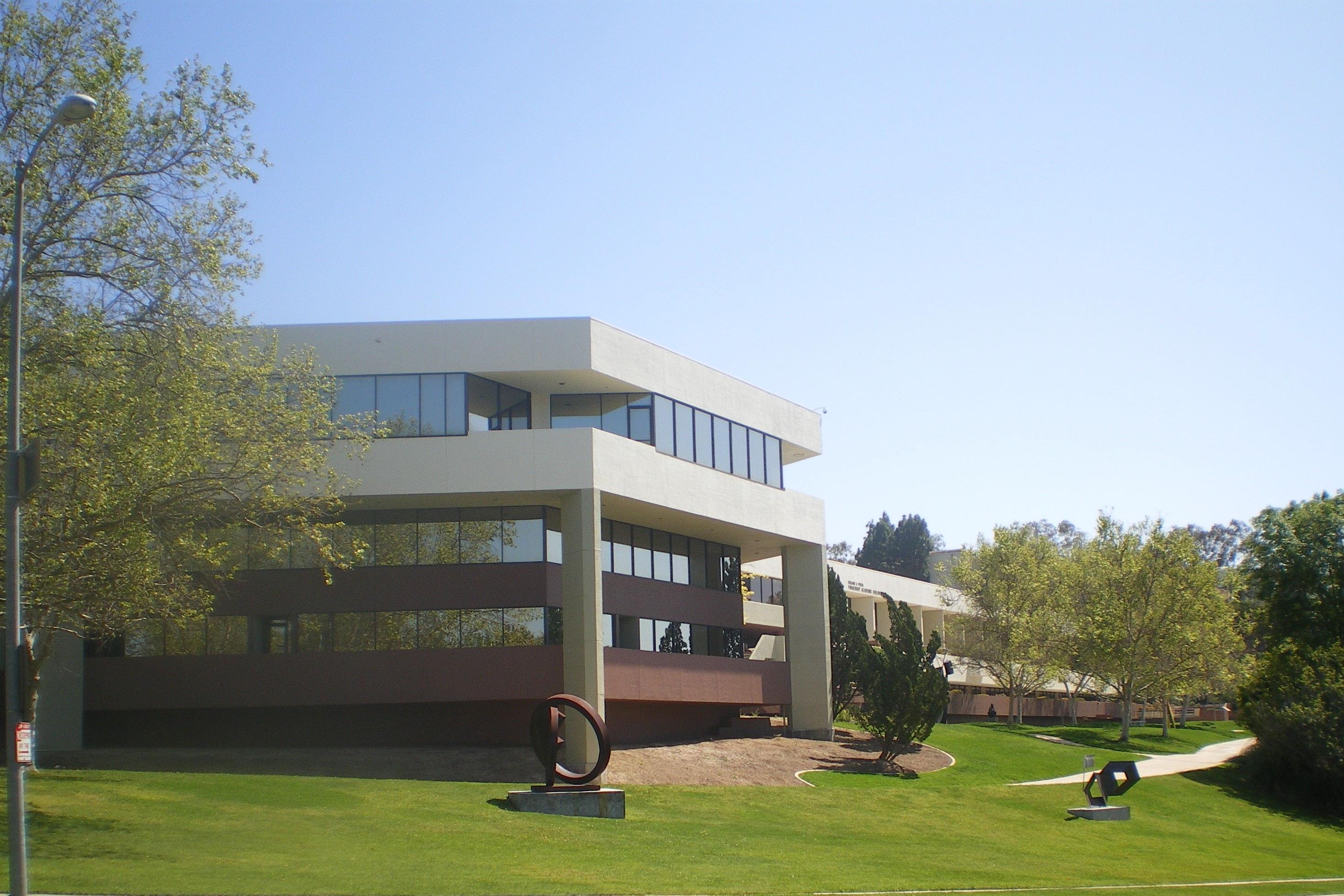
貝爾艾爾校區

美國猶太大學（American Jewish University）是位於美國加利福尼亞州洛杉磯貝爾艾爾一所私立猶太人大學，但並非教會大學。《美國新聞與世界報道》 並未給予其排名資格。

## 歷史
該大學創立於1947年，稱猶太教大學（University of Judaism），精神領袖是猶太人末底改·卡普蘭博士，其目的是創立一所可以代表猶太人的美國研究機構。另外一個創建人是拉比雅各布·普利斯曼。 它最早隸屬於紐約的美洲猶太教神學院和大洛杉磯猶太教育局，1970年代獨立。2007年3月與加州西米谷的布蘭代斯-巴丁學院聯合形成現在的美國猶太大學。

## 外部連結
- American Jewish University
- Jewish Journal Article from March 2007 regarding merger with Brandeis-Bardin Institute （页面存档备份，存于）

34°07′40.18″N 118°28′17.95″W / 34.1278278°N 118.4716528°W